# لينا هورن
لينا هورن (بالإنجليزية: Lena Horne)‏ (30 يونيو 1917 - 9 مايو 2010)، مغنية وممثلة أمريكية، قامت بتسجيل العديد من أعمال الجاز الموسيقية وحدها أو بالتعاون مع أعلام عالم الجاز الموسيقي، مارست حياتها الفنية منذ العام 1937 حتى عام 2000 والذي بعده احتجبت عن الأضواء في مكان سكنها وهي مدينة نيويورك.

## لينا الإنسانة
أثناء مشاركتها بالترفيه عن الجنود الأمريكان أثناء الحرب العالمية بالغناء كانت سياسة الفصل العنصري في أسوء مراحلها كانت القاعدة أن تغني للجنود البيض أولاً ثم تستدير للغناء للجنود السود وحين استدارت وجدت رجالا بيض يجلسون في الصفوف الأولى للجنود السود وحين سألت أجابوها بأن هؤلاء هم الأسرى الألمان برغم من كونهم أعداء وأسرى إلا أنه يظل لهم الأفضلية لمجرد أنهم بيض حينها تذكرت أن جدتها التي كانت ناشطة في حركة للمطالبة بحقوق الملونين أنها دونت اسمها كعضوة في تلك الحركة حين كانت في الثالثة من العمر
منذ ذلك اليوم لم تتوقف لينا عن النضال من أجل رفع الظلم عن بني جلدتها من السود وشاركت في مسيرة الحرية التي قادها مارتن لوثر كينج في عام 1962 .

## زواج لينا هورن
تزوجت هورن قائد الأوركسترا وعازف البيانو ليني هايتونسرا سرا في فرنسا عام 1947، حيث كان الزواج بين البيض والسود محظورا في كاليفورنيا في ذلك الوقت.

## جوائز
في 1981 حصلت على إحدى جوائز توني الخاصة عن عرض برودواي «لينا هورن.. السيدة وموسيقاها» والذي غنت فيه وناقشت النجاحات والإخفاقات في حياتها.
وحازت هورن على جائزة غرامي لأفضل مغنية جاز في 1996 عن أدائها في ألبوم (ليلة مع لينا هورن).

## أفلامها
| - The Duke Is Tops (1938) - Panama Hattie (1942) - Cabin in the Sky (1943) - Stormy Weather ‏ (1943) - Thousands Cheer (1943) - I Dood It (1943) - Swing Fever (1943) - Boogie-Woogie Dream (1944) - Broadway Rhythm (1944) - Two Girls and a Sailor (1944) - Studio Visit (1946) | - Till the Clouds Roll By (1946) - Ziegfeld Follies ‏ (1946) - Words and Music ‏ (1948) - Some of the Best (1949) - Duchess of Idaho (1950) - Meet Me in Las Vegas (1956) - The Heart of Show Business (1957) - Now (1965) (includes Horne's performance of the song Now!) - Death of a Gunfighter (1969) - The Wiz ‏ (1978) - That's Entertainment! III (1994) |

### تلفزيون
- What's My Line? (as Mystery Guest September 27, 1953)
- The Judy Garland Show (as herself October 13, 1963)
- شارع السمسم (as herself, 1971)
- Sanford & Son ("A Visit from Lena Horne," as herself, #2.12, 1973)
- عرض الدمى (as herself, Syndicated, 1976)
- شارع السمسم (as herself, Episode 11, November 1, 1976)
- عرض كوسبي (مسلسل) ("Cliff's Birthday" as herself, May 9, 1985)
- A Different World (as herself July 1, 1993)

## أغانيها

### ألبومات
| - "Moanin' Low" (1942; A Victor Musical Smart Set) - Little Girl Blue (1947; Black & White) - Classics in Blue (1947; Black & White) - It's Love (1955; RCA) - Stormy Weather (1956; RCA) - At the Waldorf Astoria (1957; RCA) - Jamaica [Original Cast Recording] (1957; RCA) - Give the Lady What She Wants (1958; RCA) - I Feel So Smoochie (1958; Lion [songs Horne recorded for MGM records in the late 1940s]) - Porgy & Bess (1959; RCA) - with هاري بيلافونت - Songs by Burke and Van Heusen (1960; RCA) - At the Sands (1961; RCA) - Lena on the Blue Side (1962; RCA) - Lovely & Alive (1963; RCA) - Sings Your Requests (1963; Charter) - Lena Like Latin [later retitled Lena Goes Latin] (1963; Charter) - Here's Lena Now! (1964; 20th Century) | - Feelin' Good (1965; United Artists) - Lena in Hollywood (1966; United Artists) - Merry from Lena (1966; United Artists) - Soul (1966; United Artists) - Lena and Gabor (1970; Skye Records) - with غابور زابو (ملحن) - Harry & Lena (1970; RCA) - with هاري بيلافونت - Nature's Baby (1971; Buddah) - Lena & Michel (1975; RCA) - Lena: A New Album (1976; RCA) - Lena Horne: The Lady and Her Music (1981; Qwest) - جائزة غرامي لأفضل أداء بوب صوتي أنثوي ‏ - The Men in My Life (1988; Three Cherries) - We'll Be Together Again (1994; Blue Note) - An Evening with Lena Horne (1995; Blue Note) - جائزة جرامي لأفضل ألبوم صوتي جاز ‏ - Being Myself (1998; Blue Note) - Seasons of a Life (2005; Blue Note; recorded 1999) |

### أغاني منفردة
- "Stormy Weather" (1943)
- "Love Me or Leave Me" (1955) #19 U.S. Pop

## وفاتها
توفيت عمر ناهز 92 عاما، وذكرت صحيفة (نيويورك تايمز) الأمريكية استنادا إلى بيانات صهر هورن، كيفين باكلي، أنها توفيت في أحد المستشفيات بمدينة نيويورك الأحد 9 مايو.

## روابط خارجية
- لينا هورن على موقع IMDb (الإنجليزية)
- لينا هورن على موقع الموسوعة البريطانية (الإنجليزية)
- لينا هورن على موقع روتن توميتوز (الإنجليزية)
- لينا هورن على موقع ألو سيني (الفرنسية)
- لينا هورن على موقع ميوزك برينز (الإنجليزية)
- لينا هورن على موقع تيرنر كلاسيك موفيز (الإنجليزية)
- لينا هورن على موقع أول موفي (الإنجليزية)
- لينا هورن على موقع قاعدة بيانات برودواي على الإنترنت (الإنجليزية)
- لينا هورن على موقع قاعدة بيانات الأفلام السويدية (السويدية)
- لينا هورن على موقع إن إن دي بي (الإنجليزية)